# Picea breweriana
Picea breweriana (ялина Брюера) — вид роду ялина родини соснових.
Цей вид був названий на честь його першовідкривача, Вільяма Генрі Брюера (англ. William Henry Brewer, 1828–1910), професора сільського господарства в Єльському університеті в Коннектикуті.

## Таксономічні зауваження
Росте поряд з Picea engelmannii, але гібридизація між ними не спостерігалася. Неодноразові спроби контрольованих запилень також не привели до гібридизації. Філогенія на основі молекулярних маркерів дозволяє припустити, що P. breweriana може перебувати самостійно в роду, без близьких родичів. P. breweriana, як видається, є найбільш древнім видом роду Picea, який виник в Північній Америці.

## Поширення, екологія
Країни проживання: Сполучені Штати Америки (Каліфорнія, Орегон). Відомий з 6–8 місць. Незважаючи на обмежене поширення, P. breweriana має широку екологічну амплітуду. Її очевидними обмеженнями є високі ґрунтові води і часті пожежі. Ялина цілком терпима до низьких температур, низької освітленості, бідних ґрунтів і снігу. Дуже добре адаптована, щоб впоратися з важкими сніговими і льодовими навантаженнями. Чутлива до високого випаровування. Росте в умовах холодної, вологої зими і теплого, відносно сухого літа. Кількість опадів 1000–2800 мм. Воліє проживати на крутих, північних схилах. Трапляється на скелястих гряд, холодних западинах і на сухих осипах і моренах. Ніколи не трапляється в районах, де ґрунти насичені протягом вегетаційного періоду, наприклад, заболочених або вологих місцях. pH ґрунту коливається від 4,6 до 7,2. Глибина ґрунту коливається від 6.5 до 127 см. Важкі метали, особливо залізо і нікель, може досягти високого рівня в ґрунтових і рослинних тканинах ялини. P. breweriana дуже тіньовитривала й обмежується менш родючими ґрунтами через сильну конкуренцію з боку інших хвойних порід. Росте дуже повільно, як правило, менше 20 см на рік. Природне поновлення йде успішно в густих ялицевих заростях. Саджанці не виживають під прямими сонячними променями.

## Опис
Дерево до 40 м заввишки й до 150 см діаметром. Кора від сірого до коричневого кольору, тонка і лущиться. Бруньки сіро-коричневі, 5–7 мм, на вершині закруглені. Повисле листя розвивається тільки тоді, коли дерево виростає приблизно до висоти 1,5–2 м. Листки довжиною 1,5–3 см, сплющені або широко трикутні в поперечному перерізі (нижня поверхня листа округла або злегка кутова), досить жорсткі, нижня поверхня листа темно-зелена, верхня поверхня сиза, вершини тупі (особливо на старих листках). Насіннєві шишки темно-червоно-фіолетові, після дозрівання (5–7 місяців після запилення, у вересні-жовтні) червоно-коричневі, циліндричні, довжиною 6.5–12(14) см. Насіння чорне, 3–4 мм завдовжки, з тонкими, 12–18 мм довжиною світло-коричневими крилами.
Дерево, що знаходиться в англ. Shasta-Trinity National Forest, Каліфорнія виміряне в 1999 році мало діаметр 220 см, висоту 41,8 м і 13,4 м крону. Дерево в англ. Trinity Alps Wilderness, Каліфорнія виміряне в 2010 році мало діаметр 249 см, висоту 40,8 м. Записаний максимальний вік 900 років (Cowley 2000).

## Використання
Має невелике комерційне значення. У Європі це популярна декоративна хвойна рослина.

## Загрози та охорона
Найбільшою загрозою є поєднання змін режиму вогню і клімату, особливо там, де вогонь вбиває населення і клімат був змінений достатньо, щоб виключити успішну регенерацію. Велика частина ареалу перебуває в даний час у федеральній власності.

## Галерея

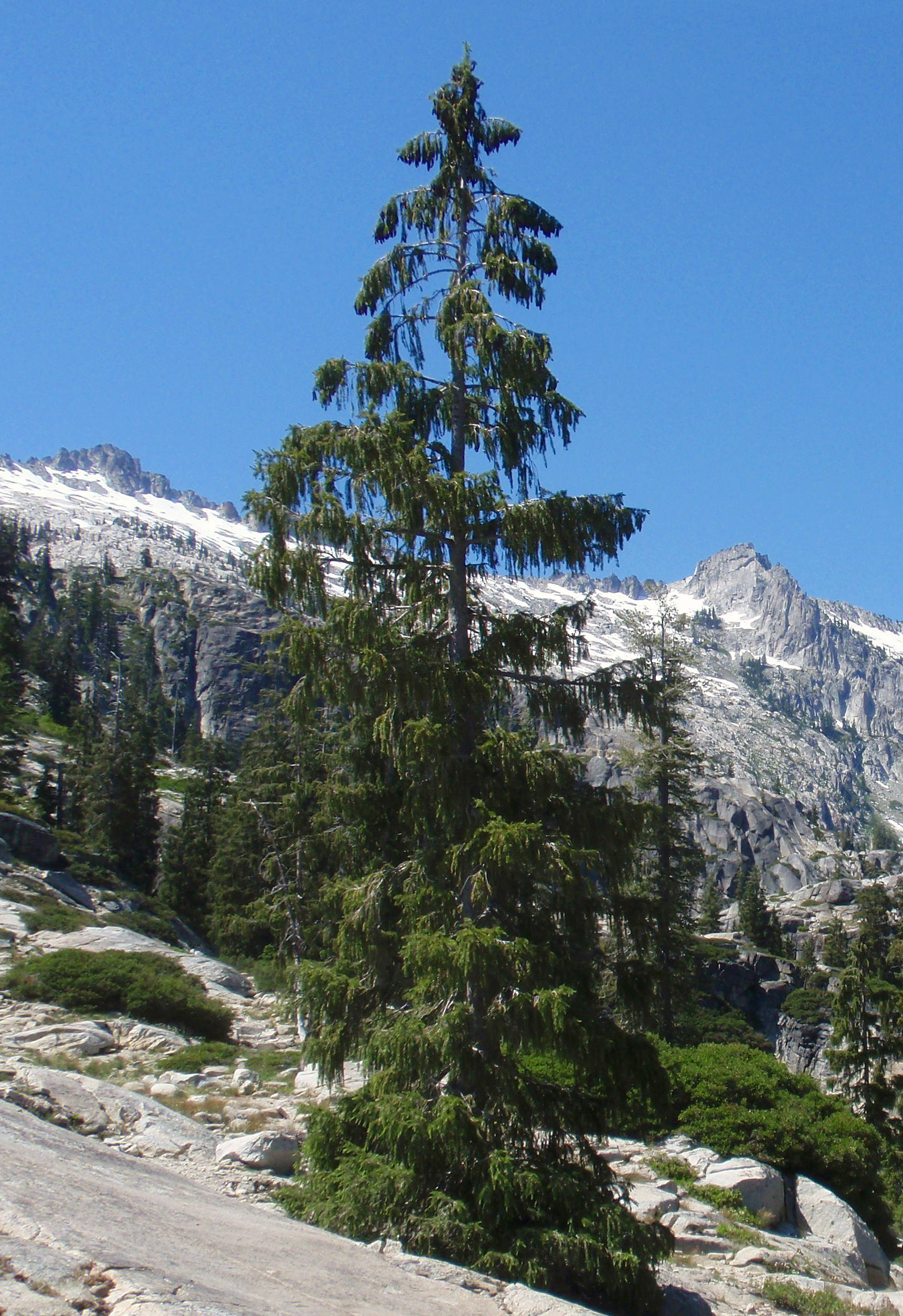
Дерево на фоні гір в Каліфорнії
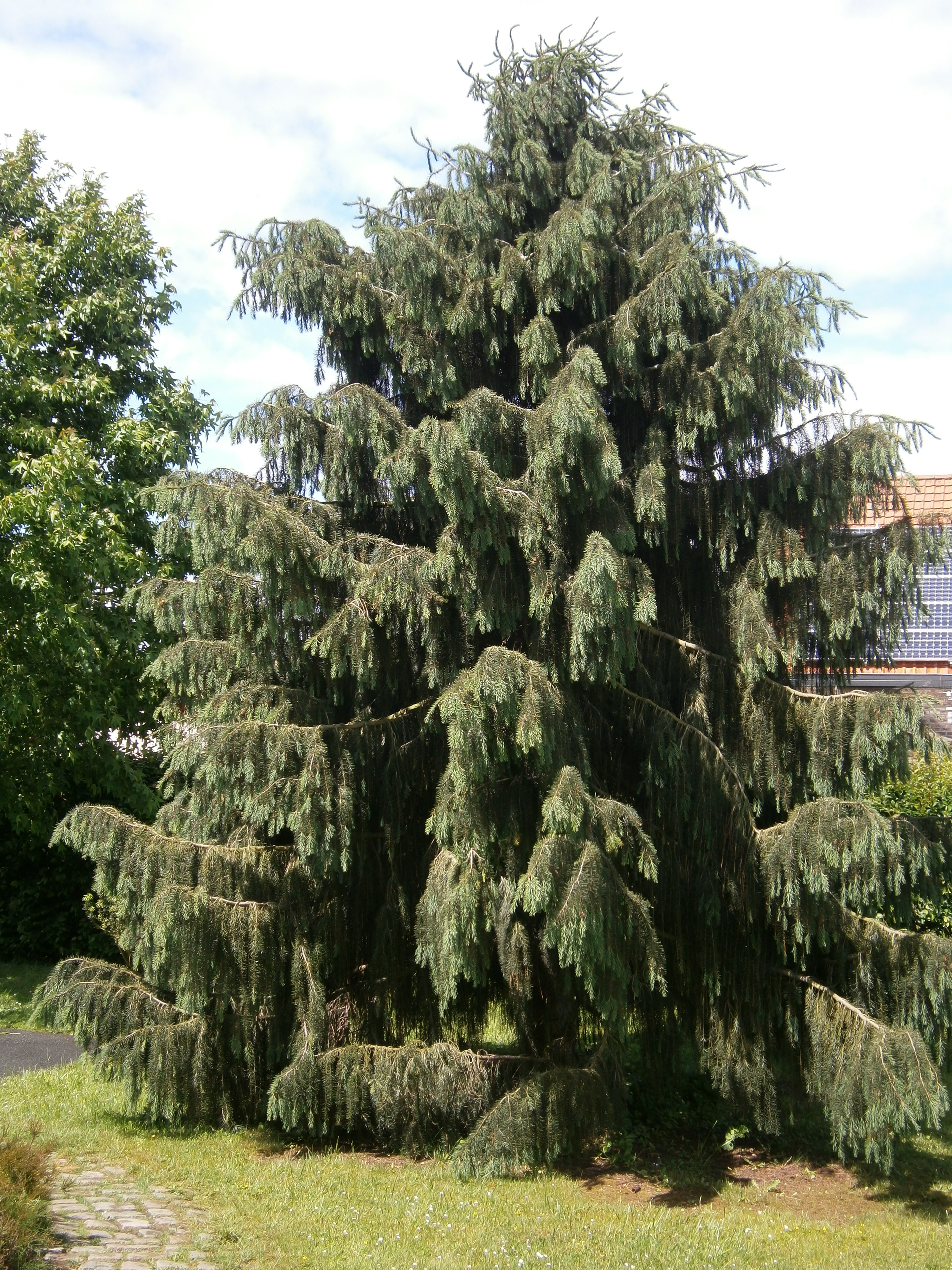
Дерево в саду в Бельгії
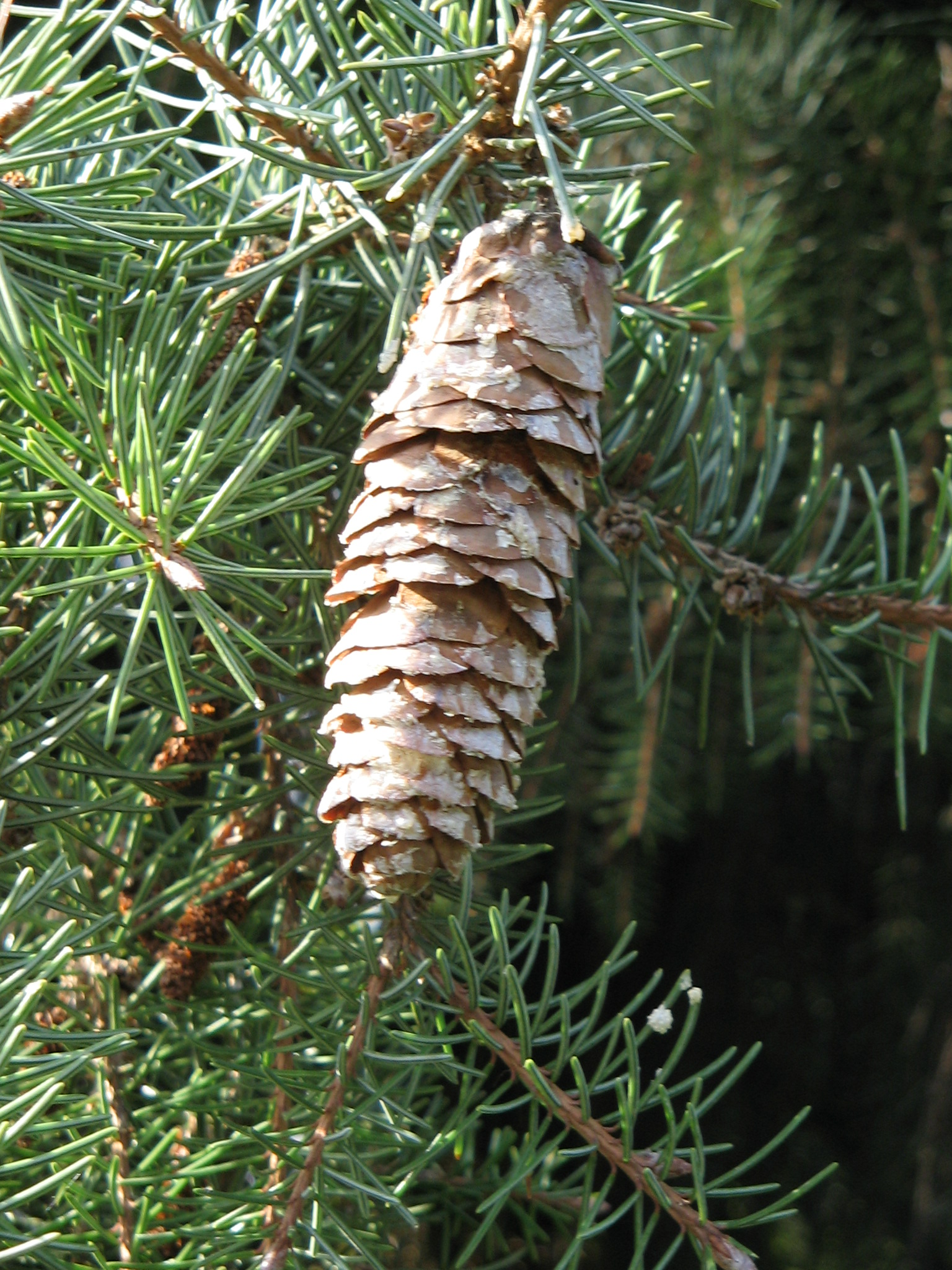
Шишка
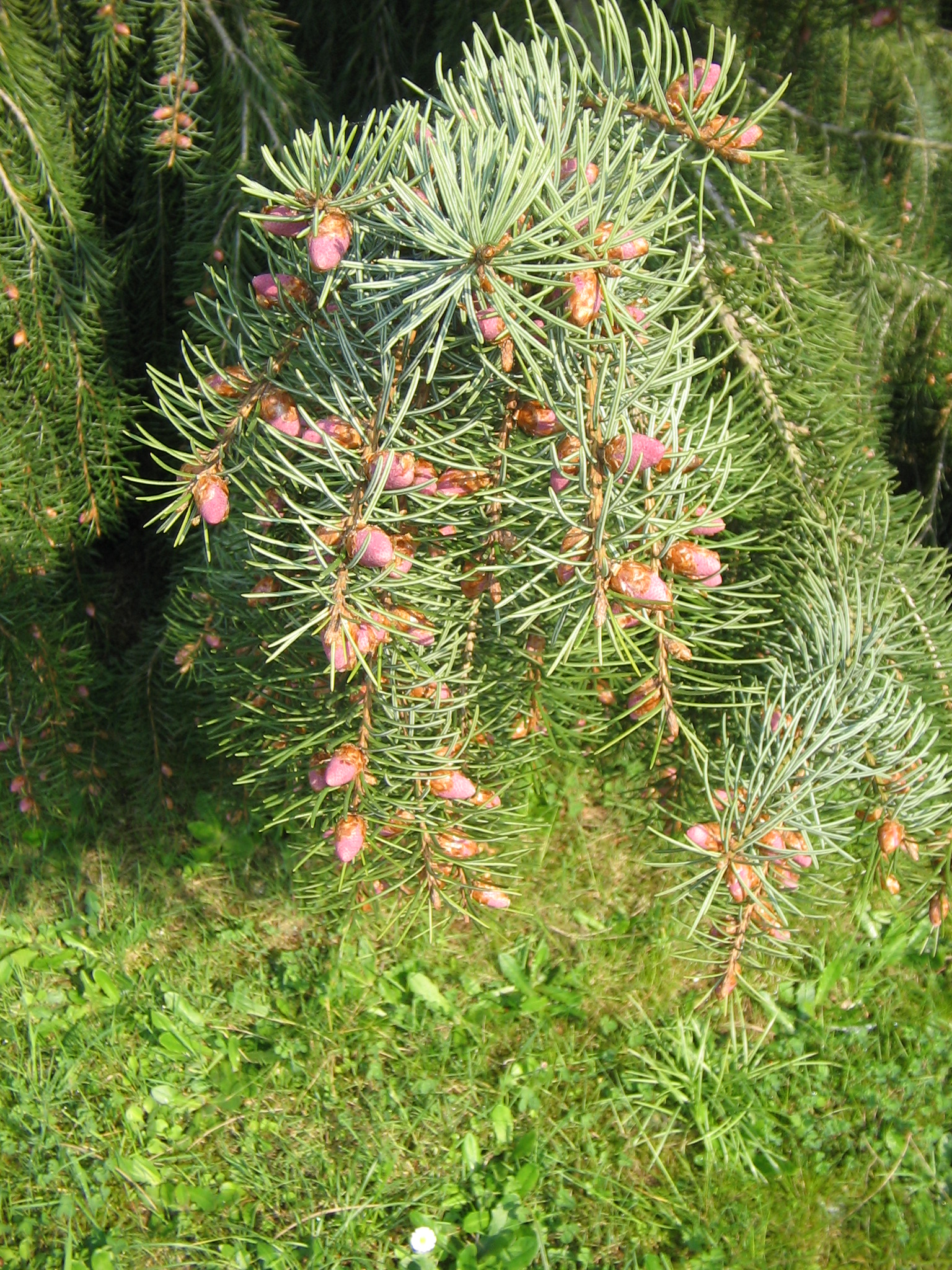
Цвітіння
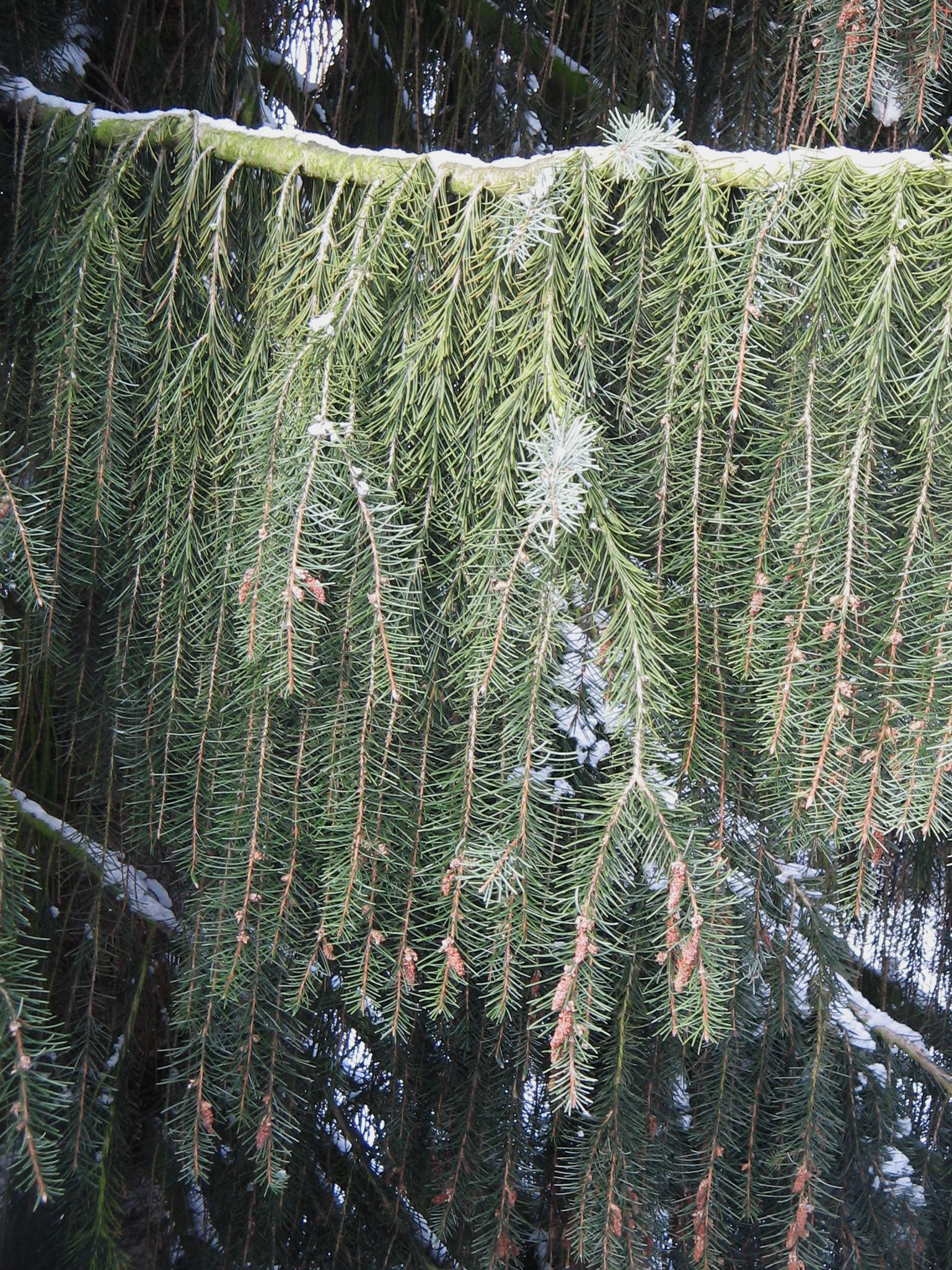
Плакучі гілки

| Соснові | Це незавершена стаття про родину соснові. Ви можете допомогти проєкту, виправивши або дописавши її. |